# Искандар-хан
Кара Искандар-хан (ум. 24 апреля 1436, Алинджакала) — третий султан государства Кара-Коюнлу (1421—1429, 1431—1436), третий сын и преемник Кара Юсуфа. Иногда титуловал себя «шахарменом».

## Ранняя жизнь
Подробности о его ранних годах не известны, в том числе где и когда он родился. Он был третьим сыном Кара Юсуфа и сводным братом Испенда . Кара Искандар был назначен вали в Киркуке. Впервые он упоминается в 1416 году, когда он победил Кара-Османа, глава Ак-Коюнлу, который осаждал Эрзинджан.

## Преемственность
В 1420 года после смерти Кара Юсуфа началась борьба за престолонаследие между его сыновьями Испендом, Искандаром, Джаханшахом и Абу-Саидом. Племя садлу, одно из главных в племенном объединении Кара-Коюнлу, объявило своим новым вождем Испенда, находившегося в то время в провинции Чохур-Э-Саад. Абу-Саид вынужден был бежать, а Джаханшах отправился в Багдад. С другой стороны, Искандара поддержал его брат Шах-Мухаммад, который в то время правил в Багдаде. 2 июля 1421 года Искандар-хан был коронован амирами Амиром Кара и Кадам-пашой в крепости Алинджа. Вскоре Испенд также поклялся ему в верности, и они объединились, чтобы сразиться с Ак-Коюнлу, которые вторглись с запада, и победили их.

## Нашествия Тимуридов
Тимуридский правитель Шахрух, младший сын Тамерлана, воспользовался ослабленным состоянием государства Кара-Коюнлу, чтобы вторгнуться на их владения. Шахрух переправился через реку Арас и сразился с войском Искандера и Испенда у Яхси (28 июля 1421 — 1 августа 1421). Войска Тимуридов были почти разбиты, когда Амир Шахмалик отрезал головы двум убитым солдатам и обманом заставил Искандара думать, что его брат убит . Войска Искандера и Испенда отступили к Киркуку.
Тем временем Шахрух ненадолго оккупировал Азербайджан и Армению, но затем вновь отступил в Хорасан, назначив своим вице-королем Джалаладдина Али Бека, сына Кара Османа Ак-Коюнлу. В этот момент Испенд быстро вновь оккупировал Нахичевань и Тебриз. Однако Искандар последовал за ним и сражался вместе с ним, взяв город и утвердив себя в качестве единоличного правителя Кара-Коюнлу.

## Конец первого царствования
Закрепив своё господство в Азербайджане, Искандар-хан быстро предпринял карательные экспедиции против местных правителей. Во-первых, разгром и убийство курдского эмира Малика Мухаммада и его 20-тысячной армии в Хаккари. Услышав об этом, остальные правители — а именно Малик Шараф-ад-Дин Ахлата, Кара Осман и некоторые курдские вожди заключили союз и безуспешно двинулись на Ардебиль. Шараф-ад-Дин был казнен на месте. В 1425 году братья ширваншаха Халилуллы I — Кейгобад, Исхак и Хашим, — взбунтовались в Ширване, он обратился за помощью к Кара Искандар-хану. Он использовал эту возможность, чтобы опустошить и напасть на Ширван, также в ответ на поддержку Халилуллой Шахруха ещё в 1421 году. Позднее он совершил ещё одну карательную военную экспедицию на Хваджа Юсуфа, губернатора Солтании, назначенного Шахрухом в 1428 году.
Когда известие дошло до Шахруха, он послал Эмира Алию Кукалташа в 1428 году в этот регион. Он сам командовал 100-тысячной армией в 1429 году и прибыл в Сельмас. Сводный брат кары Искандар-хана Абу-Саид отступил в разгар битвы и 18 сентября 1429 года подчинился Шахруху. Этот серьёзный удар по Искандар-хану заставил Кара-Коюнлу отступить обратно к Диярбакру. Шахрух занял Тебриз и назначил Абу-Саида правителем государства Кара-Коюнлу.

## Второе царствование
Кара Искандар-хан поспешно выступил на Абу-Саида в 1431 году и убил его, вновь утвердив себя в качестве единоличного правителя. Он назначил своего сына Яра Али правителем крепости Ван . Последний был жестоким правителем, тяжело облагавшим налогами армян. После многочисленных жалоб и отзыва его во дворец, испуганный Яр Али бежал в Ширван, где был схвачен и передан тимуридам. Его первым пунктом назначения был Герат, а затем Самарканд. Разъяренный Искандар-хан предпринял ещё одну карательную экспедицию на ширваншаха Халилуллу I и впоследствии опустошил Ширван. Халилулла в свою очередь обратился к Шахруху и попросил о помощи, сам же отправился в Рей с дочерью.
Шахрух согласился помочь и вновь вторгся в Кара-Коюнлу и вынудил Кара Искандар-хана бежать. По пути он попал в засаду к Кара Осману, которому помогал Мухаммад Джуки (сын Шахруха) в Адильджевазе . Битва была катастрофой для Ак-Коюнлу, в которой Осман был убит. Затем он бежал к османскому султану Мураду II, который назначил его губернатором Токата, однако он отказался собрать свои силы, чтобы вернуться в Тебриз.
В 1436 году Шахрух вновь назначил тимуридского правителя в Тебризе, на этот раз брата Кара Искандара Джаханшаха. Искандар-хан шёл на Тебриз, но был разбит Джаханшахом в битве у Суфияна к северу от города, будучи преданным некоторыми из его эмиров — одним из них был его племянник Шах Али (сын Шаха-Мухаммада). Затем он бежал и нашёл убежище в крепости Алинджа. Джаханшах осадил замок, и во время осады Искандар-хан использовал последний шанс, чтобы заключить союз с египетскими мамлюками. Однако он был убит своим собственным сыном Шахом Кубадом, прежде чем они обратились за помощью.

## Семья
Сыновья:
- Альванд-Мирза[12] — предок Кутб-шахов
- Яр Али
- Малик Касим[12][13]
- Хасан Бек
- Шах Губад, казнен 23 апреля 1438 года Джаханшахом.
- Хусейн Али
- Асад[12]
- Рустам[12]
- Тархан[12]
- Малик Мухаммад[12]

Дочери:
- Араиш Бегум[12]
- Шахсарай Бегум[12].